# D.S.B. Før og nu - En Rejse i Rytme og Tempo gennem Tiden
D.S.B. Før og nu - En Rejse i Rytme og Tempo gennem Tiden er en film fra 1935 instrueret af Jens Frederik Lawaetz.